# اریک رایس
اریک رایس (به انگلیسی: Eric Ries) (متولد ۲۲ سپتامبر، ۱۹۷۸) یک کارآفرین آمریکایی، بلاگر و نویسندهٔ کتاب استارتاپ Lean، در مورد جنبش استارتاپ ناب است.
او همچنین نویسنده کتاب راه‌های استارتاپ، درمورد مدیریت کارآفرینی نوین است.